# Lehigh (Kansas)
Lehigh és una població dels Estats Units a l'estat de Kansas. Segons el cens del 2000 tenia 215 habitants.

## Demografia
Segons el cens del 2000, Lehigh tenia 215 habitants, 77 habitatges, i 62 famílies. La densitat de població era de 276,7 habitants/km².
Dels 77 habitatges en un 37,7% hi vivien nens de menys de 18 anys, en un 75,3% hi vivien parelles casades, en un 2,6% dones solteres, i en un 18,2% no eren unitats familiars. En el 18,2% dels habitatges hi vivien persones soles el 6,5% de les quals corresponia a persones de 65 anys o més que vivien soles. El nombre mitjà de persones vivint en cada habitatge era de 2,79 i el nombre mitjà de persones que vivien en cada família era de 3,14.
Per edats la població es repartia de la següent manera: un 31,6% tenia menys de 18 anys, un 4,2% entre 18 i 24, un 27% entre 25 i 44, un 20% de 45 a 60 i un 17,2% 65 anys o més.
L'edat mediana era de 36 anys. Per cada 100 dones de 18 o més anys hi havia 90,9 homes.
La renda mediana per habitatge era de 38.958 $ i la renda mediana per família de 41.875 $. Els homes tenien una renda mediana de 35.000 $ mentre que les dones 20.714 $. La renda per capita de la població era de 14.554 $. Entorn del 6,8% de les famílies i el 8,6% de la població estaven per davall del llindar de pobresa.

## Poblacions més properes
El següent diagrama mostra les poblacions més properes.